# 8215 Zanonato
8215 Zanonato è un asteroide della fascia principale. Scoperto nel 1995, presenta un'orbita caratterizzata da un semiasse maggiore pari a 2,3505283 UA e da un'eccentricità di 0,0830197, inclinata di 2,19994° rispetto all'eclittica.
L'asteroide è dedicato all'italiano Flavio Zanonato che ha promosso il restauro della Torre dell'Orologio a Padova.